# Ardisia curvula
Ardisia curvula C.Y.Wu & C.Chen – gatunek roślin z rodziny pierwiosnkowatych (Primulaceae). Występuje naturalnie w Chinach (w prowincji Junnan) oraz północnym Laosie. 

## Morfologia
PokrójZimozielone drzewo lub krzew. Dorasta do 1,2–2 m wysokości.
LiścieBlaszka liściowa ma odwrotnie jajowaty lub lancetowaty kształt. Mierzy 12–19 cm długości oraz 4,5–5,5 cm szerokości, jest całobrzega, ma klinową nasadę i spiczasty wierzchołek. Ogonek liściowy jest nagi i ma 8–10 mm długości.
KwiatyZebrane w wiechach wyrastających niemal na szczytach pędów.
OwocPestkowce o kulistym kształcie.

## Biologia i ekologia
Rośnie w lasach. Występuje na wysokości od 200 do 300 m n.p.m.